# تولیکی یاره
تولیکی یاره (انگلیسی: Tuulikki Jahre؛ زادهٔ ۱۱ اوت ۱۹۵۱) دوچرخه‌سوار اهل سوئد است.